# Castillo de Dillenburg

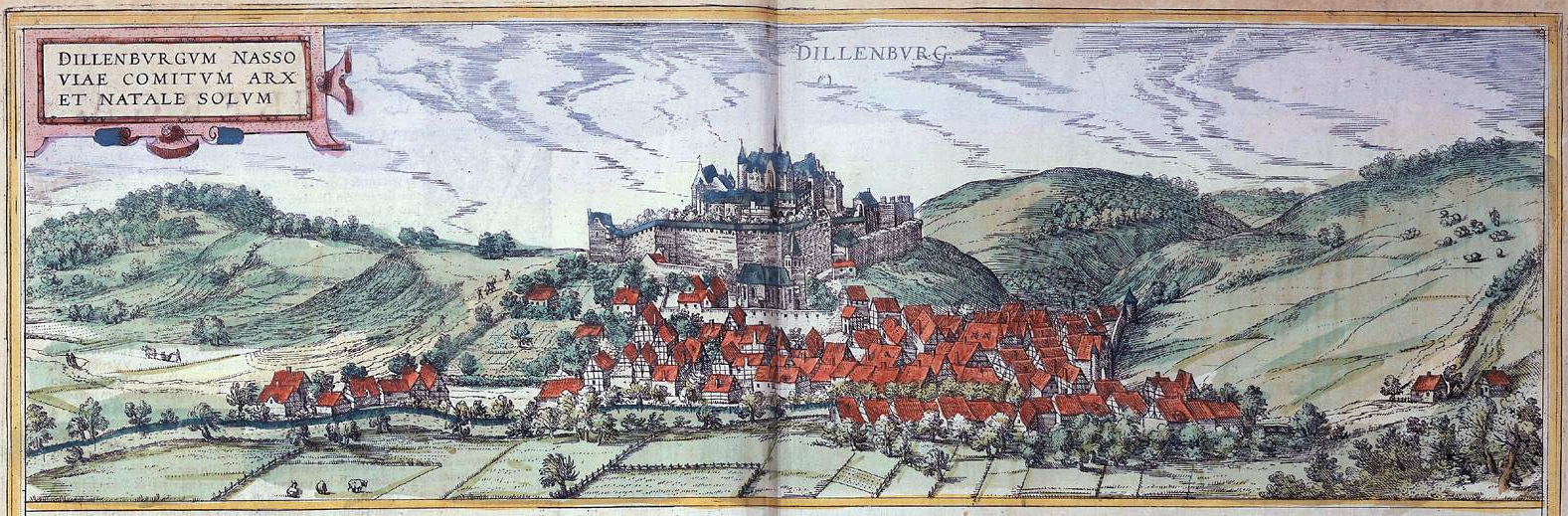
Dillenburg en 1575, mostrando el antiguo castillo en lo alto de una colina y la Iglesia de San Juan abajo.

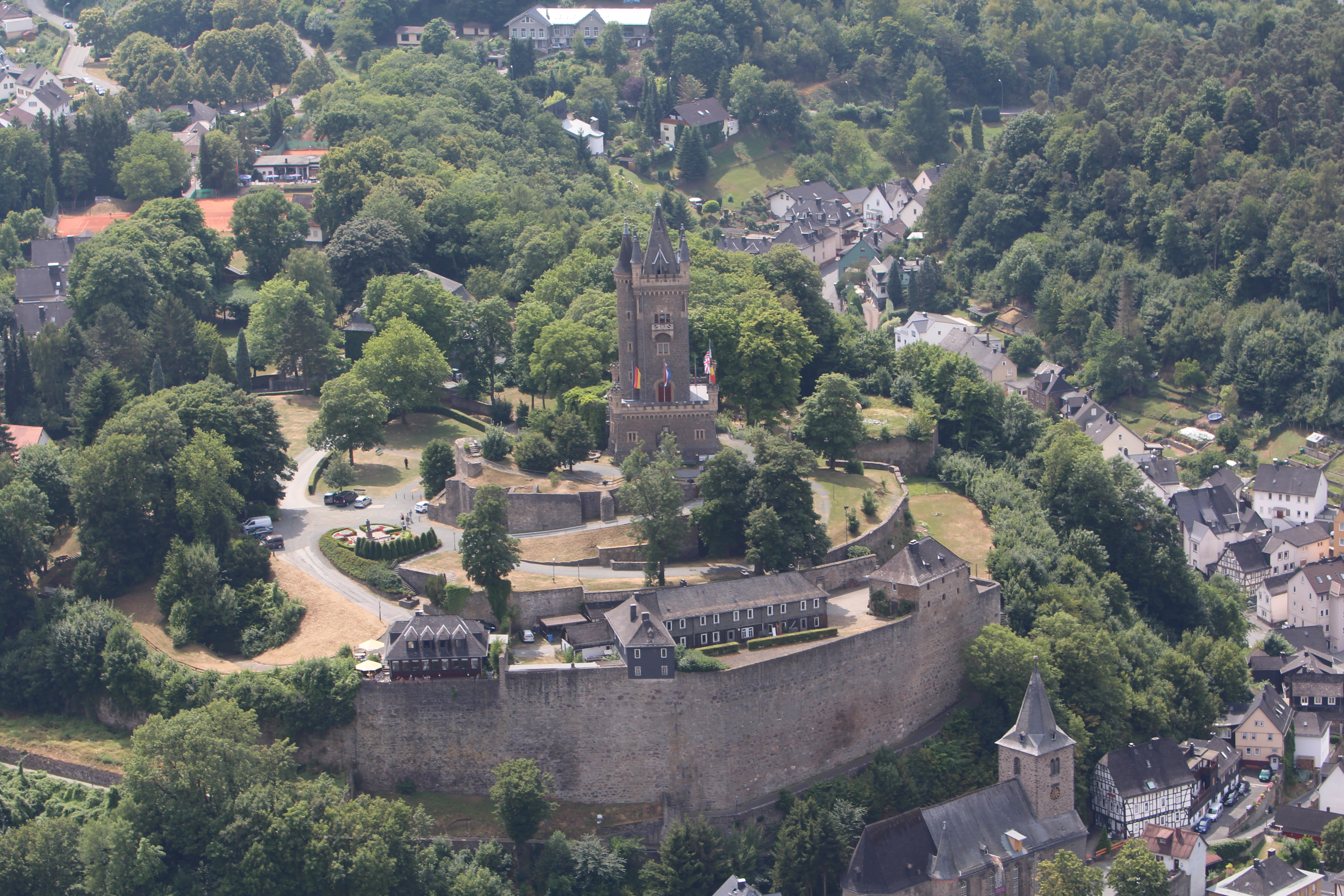
Vista de la colina sobre el Dill, con la Wilhelmsturm.

El Palacio de Dillenburg, en la ciudad de Dillenburg en Hesse-Nassau, se halla sobre una colina (elevación 958 pies) sobre el río Dill, a 25 millas al noroeste de Gießen en la línea férrea Giessen-Troisdorf.
Fue construido por Guillermo I de Nassau-Dillenburg y su esposa Juliana de Stolberg a principios del siglo XVI y la hicieron su residencia. En este lugar nacieron el príncipe Guillermo de Orange en 1533 y Mauricio de Nassau en 1567, quien se refugió aquí tras ser derrotado por el Duque de Alba en la batalla de Jodoigne en 1568.
A consecuencia de la Reforma Protestante, en la ciudad abajo existe (desde 1530) la Iglesia Evangélica, antiguamente Iglesia de San Juan desde 1491, con la cripta de los príncipes de Nassau-Dillenburg.
El edificio principal del antiguo castillo fue destruido el 13 de julio de 1760 después de haber sido dañado por el cañoneo de los sitiadores franceses en la guerra de los Siete Años. En la actualidad, en la colina sobre la ciudad todavía se aprecian las ruinas de las fortificaciones del siglo XVII del antiguo castillo de Dillenburg, pero nada ha quedado intacto de las fortificaciones originales, que eran mayormente de madera.

## Wilhelmsturm

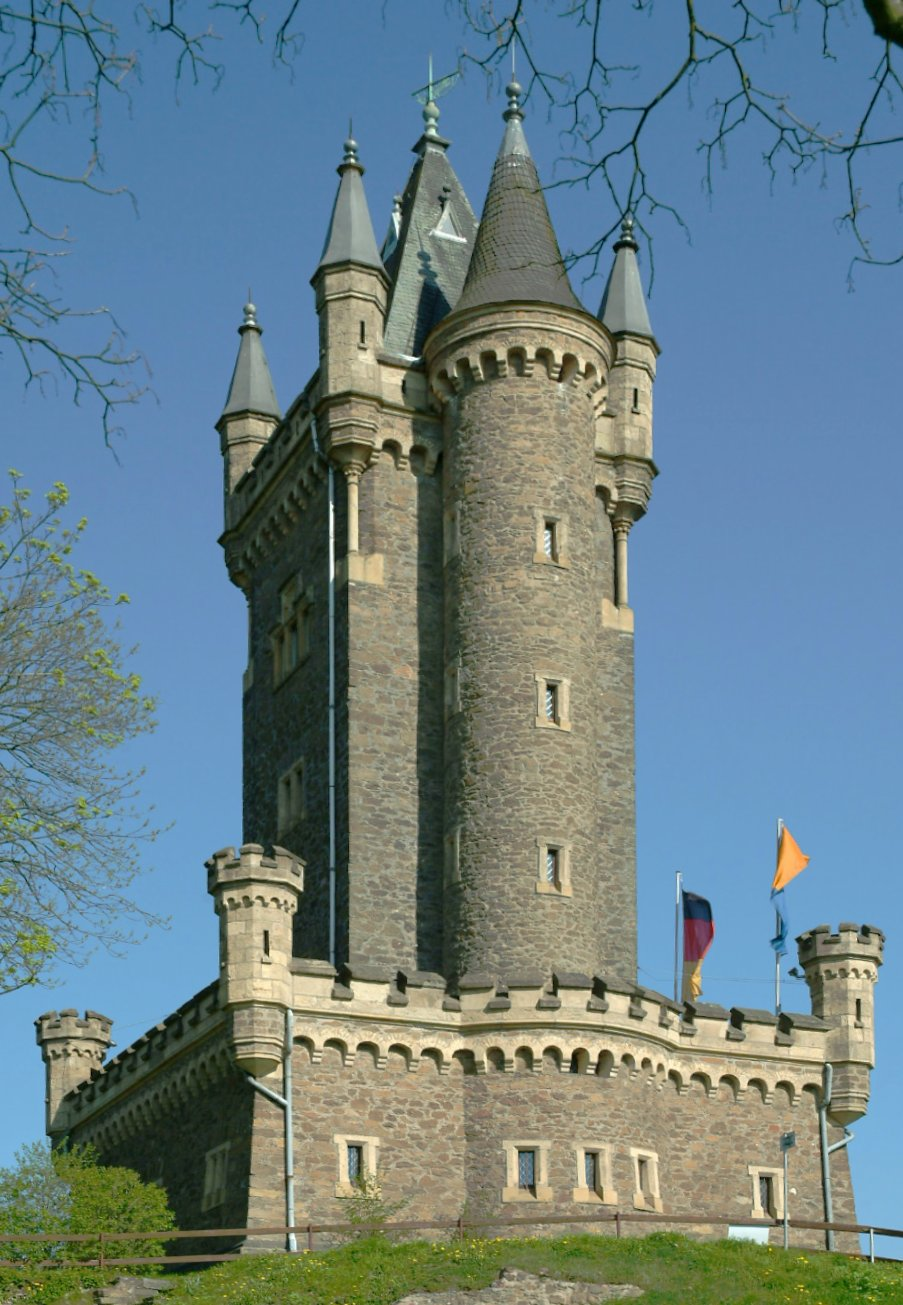
Mirador de Wilhelmsturm.

En 1872 la Princesa Mariana, hija del rey Guillermo I de los Países Bajos, ayudó a financiar la nueva torre mirador, Wilhelmsturm, que también alberga el Oranje-Nassaumuseum. El museo conmemora a Guillermo el Taciturno, quien planeó la rebelión contra los Países Bajos españoles desde su hogar en este lugar.
La torre es un hito de la región y uno de los puntos a lo largo de la Ruta de la Casa de Orange y el Rothaarsteig.